# Store Svelmø
Store Svelmø är en privatägd ö i Danmark.   Den ligger i Region Syddanmark, i den södra delen av landet. Ön var bebodd till 2001. Idag finns där bara några sommarstugor som hyrs ur. På ön förekommer betesmarker.
Öns högsta punkt är 11 meter över havet. Den sträcker sig 0,5 kilometer i nord-sydlig riktning, och 0,7 kilometer i öst-västlig riktning. Arean är 0,24 kvadratkilometer.